# Pyramide de Néferhétepès
La pyramide de Néferhétepès est située au sud-est de la pyramide d'Ouserkaf, souverain dont elle fut probablement l'épouse principale. L'ensemble est situé à proximité de l'angle nord-est de l'enceinte du complexe funéraire de Djéser à Saqqarah.
Elle a été découverte par Cecil Mallaby Firth qui fouilla la nécropole d'Ouserkaf en 1928 et l'identifia l'année suivante comme étant une pyramide de reine sans pouvoir l'attribuer avec certitude faute de document épigraphique probant lors des premières fouilles. Son identification à la tombe de Néferhétepès a été faite la première fois par Bernhard Grdseloff en 1943 à la suite de la découverte de reliefs mentionnant la « Mère royale Néferhétepès » dans le mastaba de Persen situé à près de deux cents mètres au sud du complexe pyramidal.
L'hypothèse sera confirmée en 1979 par la découverte de reliefs par Audran Labrousse dans les ruines du temple funéraire de la reine, présentant les domaines agricoles associés au culte funéraire de la reine.

## Le complexe funéraire

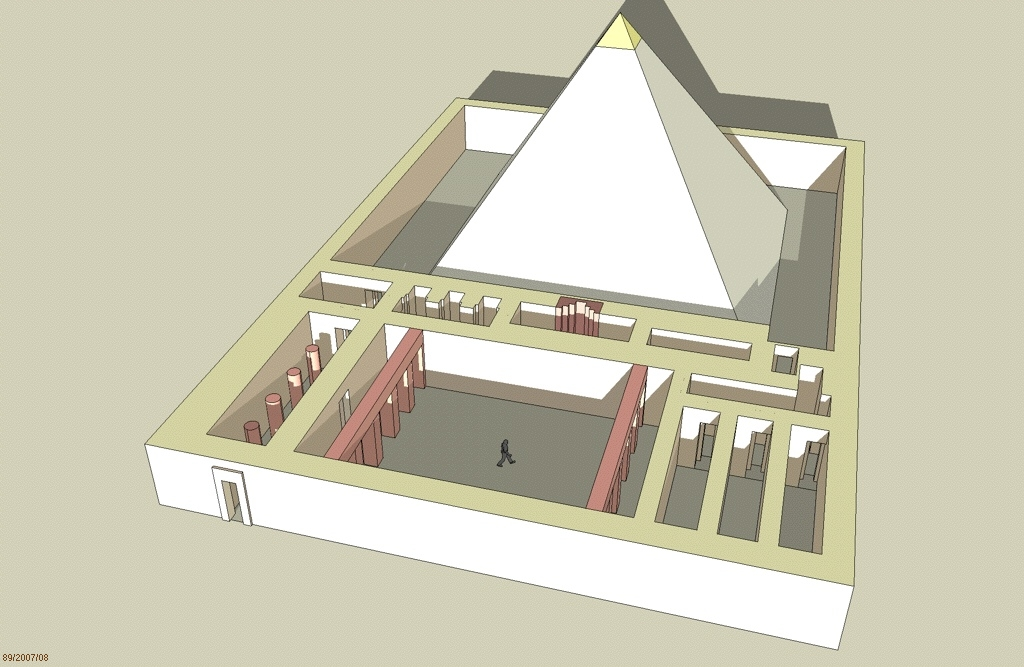
Essai d'élévation du complexe funéraire de la reine Néferhétepès

La pyramide occupait le centre d'un petit complexe funéraire dédié à la reine, qui subit une modification substantielle de son plan, signe d'un changement de considération du personnage ultérieur à la commande royale.
En effet, comme tout complexe funéraire de reine celui de Néferhétepès devait logiquement être orienté de telle sorte que son accès devait fait face à la pyramide de son époux, dans ce cas précis situé au nord.
Or les fouilles du temple funéraire ont révélé que le monument accolé, comme il se doit, à la face est de la pyramide possédait un accès centré à l'orient indiquant que le personnage auquel il était destiné avait eu une destinée royale autrement importante que celle d'une « simple » grande épouse royale.
Ainsi on accédait à l'ensemble par une porte donnant sur un vestibule à quatre colonnes disposé d'est en ouest. Par l'ouest, on accédait à la partie intime du temple funéraire tandis que, par le nord du vestibule, on accédait à une cour à ciel ouvert destinée à la présentation et au rite de purification des offrandes quotidiennes qui parvenaient au temple depuis les domaines funéraires associés au culte de la reine. Ce sont ces domaines, figurés en relief sur les murs du vestibule, qui ont été retrouvés en partie et ont permis l'identification de la propriétaire du complexe. Outre ces représentations des domaines, le vestibule était entièrement décoré de scènes de processions d'animaux et autres porteurs d'offrandes dont le sens de la marche était orienté vers l'ouest, vers le sanctuaire de la reine.
La cour était bordée de portiques sur ses côtés nord et sud, composés chacun d'une rangée de quatre piliers en calcaire de section carrée, encadrée par des pilastres d'angles engagés dans la maçonnerie des murs latéraux. Les murs des portiques étaient quant à eux décorés de tableaux traités en bas relief.
Au-delà de la cour, le complexe est complètement détruit par l'aménagement d'un puits saïte qui empiète largement sur les monuments d'Ouserkaf et de Néferhétepès, rendant le plan de ces parties annexes illisible. Il est probable qu'à cet endroit se trouvaient des magasins qui communiquaient par le nord avec le péribole de la pyramide.
À l'ouest du vestibule d'entrée se trouvait donc le sanctuaire du temple funéraire, partie réservée aux prêtres qui y rendaient le culte quotidien à la reine défunte. Cette partie est tellement détruite qu'il est difficile d'en restituer tant le plan que l'élévation. Cependant au vu des espaces disponibles entre la partie d'accueil du temple et la pyramide, et par analogie avec d'autres temples funéraires de reine, il est proposé d'y reconnaître une antichambre distribuant un sanctuaire contenant une stèle fausse porte et une salle à trois niches qui abritaient des représentations de la reine.
Les études de l'architecture du complexe démontrèrent que le plan d'ensemble fut modifié notamment dans son axe principal. En effet, il semble qu'initialement l'accès au complexe se soit bien fait par le nord, face à la pyramide d'Ouserkaf, mais que par la suite d'un changement historique on décida d'orienter l'ensemble sur un axe est-ouest, rendant le complexe pyramidal de la reine indépendant, indice d'un statut royal privilégié que peu de reines auront eu au cours de l'Ancien Empire.
La théorie admise qui découle de ces découvertes faites à la suite des dernières campagnes de fouilles est que Néferhétepès serait en réalité la grande épouse royale d'Ouserkaf, et qu'en tant que telle, elle reçut le privilège de se faire bâtir un petit complexe pyramidal à proximité de celui de son époux. L'orientation initiale du complexe vers le nord correspondrait alors à ce premier statut. C'est Sahourê qui aurait alors modifié le monument après son accession au trône, rajoutant le vestibule à colonnes et la porte d'accès au complexe cette fois orientée à l'ouest.

## La pyramide
D'une base de vingt-six mètres cinquante de côtés, la pyramide atteignait une hauteur de plus de dix-sept mètres. L'ensemble est bâti à l'aide d'une maçonnerie homogène de blocs d'un calcaire local, disposés de manière à former des gradins. Ces gradins supportaient une seconde maçonnerie couverte d'un parement de calcaire fin de Tourah prélevé par les carriers depuis l'Antiquité, mais dont certains blocs subsistant à la base ont permis de restituer l'angle d'inclinaison du monument.
Le cœur de la pyramide est constitué d'une petite éminence rocheuse dans laquelle a été creusée la fosse abritant les infrastructures de la pyramide.
L'accès aux appartements funéraires se faisait traditionnellement sur la face nord. Aucune trace de chapelle n'ayant été découverte à cet endroit, il est probable que l'entrée de la descenderie était masquée sous le dallage du péribole de la pyramide.
La descenderie probablement obturée au moment des funérailles par des blocs bouchons de calcaire, débouchait sur un passage en granite suivi d'un petit couloir horizontal menant directement à une antichambre qui ouvre sur son côté occidental sur la chambre funéraire de la reine.
Les deux pièces contiguës sont couvertes par une voûte en chevron, dispositif de couverture des appartements funéraires que l'on ne trouvait jusque-là que dans les pyramides de rois.
Aucune trace du sarcophage ni du coffre à vases canopes n'y a été retrouvée.

## Photos

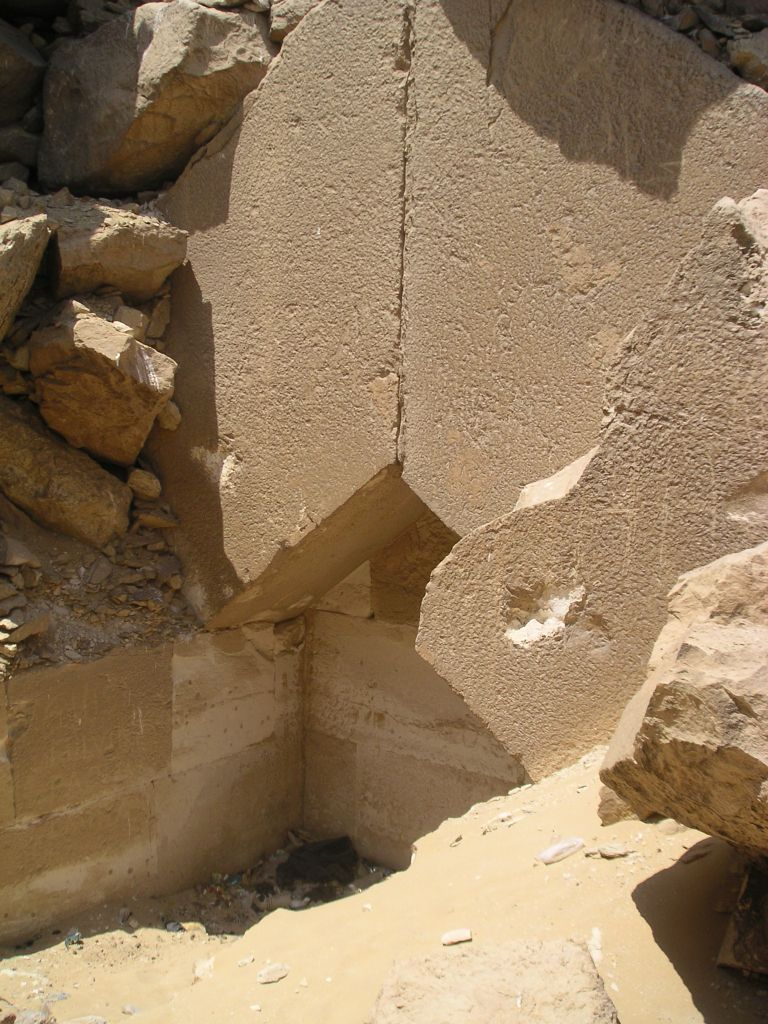
Vue sur la chambre funéraire de la pyramide attribuée à la reine Néferhétepès
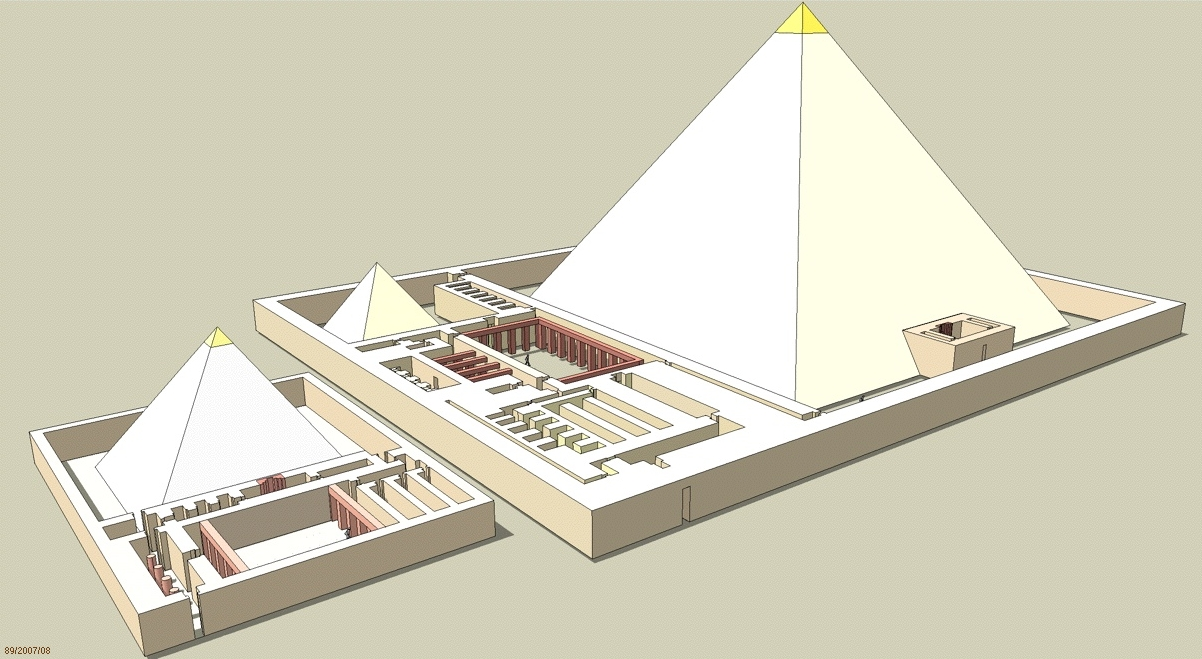
Situation en élévation de la pyramide de Néferhétepès à proximité de la pyramide d'Ouserkaf à Saqqarah